# Falsicingula mundana
Falsicingula mundana is een slakkensoort uit de familie van de Falsicingulidae. De wetenschappelijke naam van de soort is voor het eerst geldig gepubliceerd in 1926 door Yokoyama.